# Население Украины
Население Украины — совокупность всех жителей страны. Поскольку часть территорий Украины оккупирована Россией, оценки населения Украины разнятся в зависимости от территориального охвата:
1) Крупный охват — учитывает население Украины в признанных большей частью международного сообщества границах (то есть включая контролируемую Россией территорию Крыма). Около 43 миллионов человек, точная численность не рассчитывается ни одним ведомством. По оценкам ЦРУ, изложенным в «Книге фактов», население Украины составляет 43,22 миллиона человек.
2) Средний охват — без учёта Крыма.
По данным Государственной службы статистики Украины, оценочная численность наличного населения Украины на 1 января 2022 года составила 41 167 336 человек, что на 421,0 тысячи человек меньше аналогичного показателя предыдущего года.
3) Узкий охват. Учитывает только территорию, контролируемую украинским правительством (то есть также и без неподконтрольной Украине части Донецкой и Луганской областей).
Согласно отчёту «Оценка наличного населения Украины», обнародованному 23 января 2020 года в телеграм-канале министра Кабинета министров Украины Дмитрия Дубилета, реальная численность наличного населения, проживавшего на территории Украины на 1 декабря 2019 года без учёта Крыма и отдельных районов Донецкой и Луганской областей, составила 37 миллионов 289 тысяч человек.
4) Альтернативные точки зрения и расчёты 

4 февраля 2020 года Украинский центр общественных данных (укр. Український центр суспільних даних) подверг сомнению достоверность сведений Дубилета, заявив о присутствии в них признаков умышленной фальсификации. По утверждению экспертов УЦОД, все основные цифры из отчёта Дубилета были получены простым умножением данных Госстата на коэффициент 0,888.
С 2004 по 2014 год средний возраст рожающих украинок увеличился с 24 до 27 лет. Украина входит в первые 20 стран мира с самым старым населением.
Последняя официальная перепись населения Украины прошла в 2001 году. По её итогам население страны составляло 48 240 902 постоянных жителя и 48 457 102 человека наличного населения.

## Краткие общие сведения
В 2018 году Украина занимала, по официальным статистическим данным ЦРУ США, 32-е место в мире по количеству населения, численность которого на июль того же года составила 43,952 миллиона человек.
По итогам переписи населения Украины 2001 года, национальный состав страны был представлен следующим образом:
77,8 % украинцев,
17,3 % русских,
0,6 % белорусов,
0,5 % молдаван,
0,5 % крымских татар,
0,4 % болгар,
0,3 % венгров,
0,3 % румын,
0,3 % поляков,
0,2 % евреев и
1,8 % других национальностей.
В 2018 году средний возраст украинского мужчины был 37,7 года, средний возраст украинской женщины — 43,9 года, средний возраст жителя по стране — 40,8 года (47-е место в мире).
По данным на 2018 год, рождаемость по стране составляет 10,1 рождения на 1000 человек (190-е место в мире), а смертность — 14,3 смерти на 1000 человек (6-е место в мире); в 2020 году была зафиксирована самая низкая рождаемость за последние 10 лет (за это время уровень рождаемости на Украине упал на 40 %).

Суммарный коэффициент рождаемости по стране 1,55 ребёнка на женщину.
Средний возраст женщины во время первых родов — 24,9 года.
Материнская смертность в 2015 году составляла 24 летальных исхода на 100 000 живорождений; младенческая смертность в 2018 году была 7,7 смерти на 1000 живорождений, мужская младенческая смертность 8,6 смерти на 1000 живорождений, женская младенческая смертность 6,7 смерти на 1000 живорождений.
Средняя продолжительность жизни украинского населения в 2018 году составила 72,4 года, мужская продолжительность жизни 67,7 года, женская — 77,4 года.
Превышение смертности над рождаемостью и низкая продолжительность жизни поставили Украину на грань острого демографического кризиса. Основными причинами убыли населения считаются стрессогенные факторы, а также злоупотребление алкоголем и наркотиками среди украинских мужчин. Помимо смертности, на отрицательную динамику оказывает существенное влияние высокий уровень эмиграции из страны трудоспособных граждан. Это приводит к демографическому старению, хотя по имеющимся оценкам такая динамика характерна для многих стран Восточной Европы. По прогнозам западных экспертов, при сохранении существующего тренда за первую четверть XXI века Украина может потерять около четверти своих человеческих ресурсов.
Степень урбанизации на Украине составляет около 69,4 % от общего населения, скорость урбанизации имеет отрицательную динамику −0,33 % в год, по оценкам с 2015 до 2020 года.
Основными центрами городского населения являются городские агломерации Киева, Харькова, Одессы, Днепра. 

Согласно Госстату Украины, на 1 января 2016 года из 42 590 880 постоянных жителей страны городское население составляло 29 346 159 человек (68,9 %), сельское — 13 244 724 человека (31,1 %).
По состоянию на 2016 год Украина занимала:
- 186-е место из 226 стран и территорий мира по уровню рождаемости (10,5 родившихся на 1000 человек)[18];
- 4-е место в мире и 3-е место в Европе по уровню смертности (14,4 умершего на 1000 человек) после Лесото, Болгарии и Литвы[19];
- 5-е место в мире по уровню естественной убыли населения (3,9 убывшего на 1000 человек) после Болгарии, Сербии, Латвии и Литвы;
- 13-е место из 235 стран и территорий мира и 8-е место в Европе по уровню общей убыли населения (-0,39 %, или 3,9 убывшего на 1000 человек)[20].

Боевые действия на Украине привели к сокращению рождаемости в государстве на 28 %. До их начала в стране ежемесячно рождалось до 23 тысяч человек, к середине 2023 года эта цифра упала до 16 тысяч. За первое полугодие 2023 года на Украине родилось 96 755 младенцев, тогда как за тот же период 2021 года — 135 079. Как отмечает BBC, — это самое большое падение рождаемости с 1991 года. В предыдущий раз похожее падение было зафиксировано после аннексии Крыма, тогда в 2015 году количество новорожденных уменьшилось на 12 %.

## Естественная и миграционная динамика
XX век Украина встретила с одним из самых высоких темпов прироста населения в Европе. Однако последующие войны (Первая мировая война, Гражданская война, Великая Отечественная война, в ходе которых Украина стала ареной боевых действий) и голод 1920-х, 1930-х, конца 1940-х годов и резкое снижение уровня жизни после 1991 года в результате распада СССР, политических потрясений со сменой власти в XXI веке повлияли на естественный прирост населения Украины.

### Великая Отечественная война 1941—1945
Численность населения Украины на 1 января 1941 — 40 993 000 человек.
За период с 1 января 1941 года по 31 декабря 1945 года:
- прибыло: 7 008 000 человек.
- выбыло: 16 639 000 человек.

Численность населения на 1 января 1946 года составила 31 362 000 человек.
На основе данных о смертности населения по Киеву и по Харькову предположительное число умерших по Украине за период 1941—1945 составляет 4,5 миллиона человек.
| Годы                      | 1939      | 1940      | 1941     | 1942        | 1943      | 1944    | 1945    | 1941—1945   |
| ------------------------- | --------- | --------- | -------- | ----------- | --------- | ------- | ------- | ----------- |
| Число родившихся          | 1 296 000 | 1 122 000 | 805 000  | 300 000     | 426 000   | 580 000 | 459 000 | 2 570 000   |
| Рождаемость, на 1000 чел. | 33,2      | 28,5      | 25,0     | 10,0        | 15,0      | 20,5    | 15,3    |             |
| Число умерших             | -         | 593 000   | 865 000  | 1 877 000   | 893 000   | 463 000 | 385 000 | 4 483 000   |
| Смертность, на 1000 чел.  | -         | 14,6      | 25,0     | 50,0        | 30,0      | 17,0    | 12,9    |             |
| Естественный прирост      |           | 529 000   | - 60 000 | - 1 577 000 | - 467 000 | 117 000 | 74 000  | - 1 913 000 |
| Е.п на 1000 чел.          |           | 13,9      |          | -40,0       | -15,0     | 3,5     | 2,4     |             |

Количество умерших по Украине за период 1941—1945 годы составляет 10,9 % к численности населения 1941 года.
Потери среди гражданского населения от военных действий и немецкой оккупации достигло примерно 2 109 тыс. человек, что составило 5,14 % к численности населения. к 1941 году.
С 1941—1945 год число эвакуируемых из Украины в другие части СССР составило 1943 тыс. жителей, к 1 января 1946 вернулось лишь 1643 тыс. жителей.
С 1941—1945 год на Украине мобилизовали в РККА 4532 тысячи человек, что составляет 10,9 % к населению в 1941 году.
Число демобилизованных к январю 1946 года составило 1506 тысяч человек.

### 1945—1991 год
Помимо всего прочего, сказалось замедление темпов прироста населения, характерное для индустриально развитых стран. Так, если с 1897 по 1913 год (16 лет) население Украины увеличилось на 24 % (смотри таблицу 1), то с 1959 по 1976 год (17 лет) — всего на 17 %, а с 1976 по 1992 год (16 лет) — на 6 %.

### Независимая Украина
Максимум численности населения Украины был отмечен в 1993 году, когда она достигла 52,2 млн. Начиная с этого года регистрируется постоянное снижение численности населения (как городского, так и сельского) — за период с 1993 по 2013 годы (20 лет) оно составило −12,9 %. В 2008 году в 20 тыс. населённых пунктов Украины не зафиксировано ни одного рождения.
По мнению американского аналитического центра Stratfor, развитие демографического кризиса является следствием целого ряда причин. Помимо социального перелома, массовой эмиграции и экономического коллапса, значительным фактором является тяжёлая эпидемическая ситуация в стране, связанная со стремительным распространением ВИЧ-инфекции и туберкулёза. Американские исследователи считают, что туберкулёз нельзя недооценивать несмотря на то, что сам по себе он легко излечивается современной медициной и крайне редко приводит к смерти. Однако, среди украинского населения существует традиция самолечения этой болезни сильными антибиотиками, которые больные прекращают принимать при первых же признаках улучшения. Это приводит к развитию штаммов возбудителя туберкулёза, которые устойчивы к стандартным медикаментозным средствам. Они создают гораздо больше проблем при лечении и могут привести к летальному исходу. Более того, совместное действие ВИЧ и туберкулёза становится по-настоящему смертоносной комбинацией, так как ВИЧ подтачивает иммунную систему своего носителя, что делает его лёгкой жертвой для туберкулёза.
Рождаемость на Украине — самая низкая в Европе, а ниже всего рождаемость в самых урбанизированных областях (Запорожская, Донецкая, Луганская, Харьковская, Днепропетровская области, город Киев). По мнению заведующего отделом демографического моделирования и прогнозирования Института демографии Александра Гладуна, региональные различия в естественном движении объясняются возрастном структурой населения (в Черниговской, Донецкой, Луганской, Полтавской, Сумской областях самое старое население, а в Закарпатской, Львовской, Ивано-Франсковской, Ровенской областях возрастная структура населения моложе, что снижает смертность и повышает рождаемость), а также семейными установками и обычаями (по его мнению, люди на западе Украины более религиозны и больше ориентированы на семью, что повышает рождаемость).
В 2012 году рождаемость превысила смертность лишь в шести регионах Украины — Киеве, Ровненской, Закарпатской, Волынской, Черновицкой и Ивано-Франковской областях. Высокую смертность населения связывают с алкоголизацией украинского общества, в сельской местности смертность от алкоголя превышает городскую примерно в два-три раза. Считается, что в целом по стране она приводит к преждевременной потере примерно 30 % мужчин. Проводя всесторонний анализ смертности в постсоветских государствах, американский социолог Л. Кинг обратил внимание на то, что Украина оказалась в так называемом «поясе смертности» (от Эстонии на севере до Чёрного моря на юге). Все страны из этой группы столкнулись со снижением ожидаемой продолжительности жизни населения примерно на 6 лет из-за взрывного роста насильственных смертей, отравлений алкоголем и резкого возрастания сердечно-сосудистых заболеваний до масштабов эпидемии.
В целом с 1989 по 2016 год суммарный коэффициент рождаемости на Украине уменьшился с 1,935 до 1,466.
В 2015 году суммарный коэффициент рождаемости на Украине составлял 1,506, в том числе по областям:
- Винницкая область — 1,502
- Волынская область — 1,742
- Днепропетровская область — 1,480
- Житомирская область — 1,598
- Закарпатская область — 1,817
- Запорожская область — 1,387
- Ивано-Франковская область — 1,535
- Киевская область — 1,645
- Кировоградская область — 1,492
- Львовская область — 1,514
- Николаевская область — 1,445
- Одесская область — 1,615
- Полтавская область — 1,391
- Ровенская область — 1,891 (мах)
- Сумская область — 1,303
- Тернопольская область — 1,399
- Харьковская область — 1,292 (минимальная)
- Херсонская область — 1,552
- Хмельницкая область — 1,587
- Черкасская область — 1,383
- Черновицкая область — 1,559
- Черниговская область — 1,341
- Киев — 1,502

| Численность населения | Численность населения | Численность населения | Численность населения | Численность населения | Численность населения | Численность населения | Численность населения |
| 1950                  | 1951                  | 1952                  | 1953                  | 1954                  | 1955                  | 1956                  | 1957                  |
| --------------------- | --------------------- | --------------------- | --------------------- | --------------------- | --------------------- | --------------------- | --------------------- |
| 36 588 000            | ↗37 223 000           | ↗37 915 000           | ↗38 366 000           | ↗38 991 000           | ↗39 271 000           | ↗39 742 000           | ↗40 422 000           |
| 1958                  | 1959                  | 1960                  | 1961                  | 1962                  | 1963                  | 1964                  | 1965                  |
| ↗41 179 000           | ↗41 869 000           | ↗42 468 600           | ↗43 097 000           | ↗43 558 700           | ↗44 087 600           | ↗44 663 500           | ↗45 132 800           |
| 1966                  | 1967                  | 1968                  | 1969                  | 1970                  | 1971                  | 1972                  | 1973                  |
| ↗45 548 400           | ↗45 996 500           | ↗46 408 200           | ↗46 778 100           | ↗47 118 200           | ↗47 507 400           | ↗47 902 700           | ↗48 274 400           |
| 1974                  | 1975                  | 1976                  | 1977                  | 1978                  | 1979                  | 1980                  | 1981                  |
| ↗48 570 900           | ↗48 880 500           | ↗49 151 000           | ↗49 387 600           | ↗49 577 900           | ↗49 752 200           | ↗49 952 500           | ↗50 134 600           |
| 1982                  | 1983                  | 1984                  | 1985                  | 1986                  | 1987                  | 1988                  | 1989                  |
| ↗50 308 700           | ↗50 467 700           | ↗50 678 600           | ↗50 857 500           | ↗51 025 200           | ↗51 260 900           | ↗51 484 200           | ↗51 701 900           |
| 1990                  | 1991                  | 1992                  | 1993                  | 1994                  | 1995                  | 1996                  | 1997                  |
| ↘51 556 500           | ↗51 623 500           | ↗51 708 200           | ↗51 870 400           | ↘51 715 400           | ↘51 300 400           | ↘50 874 100           | ↘50 400 000           |
| 1998                  | 1999                  | 2000                  | 2001                  | 2002                  | 2003                  | 2004                  | 2005                  |
| ↘49 973 500           | ↘49 544 800           | ↘49 115 000           | ↘48 663 600           | ↘48 240 900           | ↘47 823 100           | ↘47 442 081           | ↘47 100 462           |
| 2006                  | 2007                  | 2008                  | 2009                  | 2010                  | 2011                  | 2012                  | 2013                  |
| ↘46 749 170           | ↘46 465 691           | ↘46 192 309           | ↘45 963 359           | ↘45 782 592           | ↘45 598 179           | ↘45 453 283           | ↘45 372 692           |
| 2014                  | 2015                  | 2016                  | 2017                  | 2018                  | 2019                  | 2020                  | 2021                  |
| ↘45 245 900           | ↘42 759 300           | ↘42 590 900           | ↘42 414 900           | ↘42 216 766           | ↘41 983 564           | ↘41 732 779           | ↘41 418 717           |
| 2022                  |                       |                       |                       |                       |                       |                       |                       |
| ↘40 997 699           |                       |                       |                       |                       |                       |                       |                       |

Таблица 1. Динамика численности населения Украины:
| год  | наличное население | городское наличное население | %      | постоянное население | городское постоянное население | %      |
| ---- | ------------------ | ---------------------------- | ------ | -------------------- | ------------------------------ | ------ |
| 1700 | 5 887 000          | 58 000                       | 1,0 %  |                      |                                |        |
| 1710 | 6 105 000          | 61 000                       | 1,0 %  |                      |                                |        |
| 1720 | 6 331 000          | 63 000                       | 1,0 %  |                      |                                |        |
| 1730 | 6 566 000          | 59 000                       | 0,9 %  |                      |                                |        |
| 1740 | 6 809 000          | 68 000                       | 1,0 %  |                      |                                |        |
| 1750 | 7 061 000          | 71 000                       | 1,0 %  |                      |                                |        |
| 1760 | 7 323 000          | 73 000                       | 1,0 %  |                      |                                |        |
| 1770 | 7 594 090          | 80 000                       | 1,1 %  |                      |                                |        |
| 1780 | 7 875 000          | 102 000                      | 1,3 %  |                      |                                |        |
| 1790 | 8 167 000          | 129 000                      | 1,6 %  |                      |                                |        |
| 1800 | 8 469 000          | 164 000                      | 1,9 %  |                      |                                |        |
| 1811 | 8 783 000          | 207 000                      | 2,4 %  |                      |                                |        |
| 1820 | 9 407 000          | 271 000                      | 2,9 %  |                      |                                |        |
| 1830 | 10 100 000         | 356 000                      | 3,5 %  |                      |                                |        |
| 1838 | 10 654 000         |                              |        |                      |                                |        |
| 1840 | 10 994 000         | 474 000                      | 4,3 %  |                      |                                |        |
| 1846 | 11 064 300         |                              |        |                      |                                |        |
| 1850 | 11 523 000         | 607 000                      | 5,3 %  |                      |                                |        |
| 1858 | 12 852 200         |                              |        |                      |                                |        |
| 1860 | 13 157 000         | 847 000                      | 6,4 %  |                      |                                |        |
| 1864 | 13 614 800         |                              |        |                      |                                |        |
| 1867 | 14 416 400         |                              |        |                      |                                |        |
| 1870 | 14 799 000         | 1 164 000                    | 7,9 %  |                      |                                |        |
| 1871 | 14 926 600         |                              |        |                      |                                |        |
| 1880 | 17 440 000         | 1 677 000                    | 9,6 %  |                      |                                |        |
| 1881 | 17 718 800         |                              |        |                      |                                |        |
| 1886 | 19 271 200         |                              |        |                      |                                |        |
| 1890 | 20 525 000         | 2 412 000                    | 11,8 % |                      |                                |        |
| 1891 | 20 776 200         |                              |        |                      |                                |        |
| 1897 | 23 430 500         |                              |        |                      |                                |        |
| 1900 | 24 950 000         | 3 590 000                    | 14,4 % |                      |                                |        |
| 1910 | 30 837 300         |                              |        |                      |                                |        |
| 1913 | 35 209 800         | 6 790 100                    | 19,3 % |                      |                                |        |
| 1920 | 25 605 000         |                              |        |                      |                                |        |
| 1922 | 26 230 000         | 5 240 000                    | 20,0 % |                      |                                |        |
| 1926 | 29 227 700         | 5 672 700                    | 19,4 % |                      |                                |        |
| 1930 | 29 617 000         | 7 766 000                    | 26,2 % |                      |                                |        |
| 1933 | 31 901 400         |                              |        |                      |                                |        |
| 1939 | 40 468 800         | 13 569 000                   | 33,5 % |                      |                                |        |
| 1940 | 41 458 000         |                              |        |                      |                                |        |
| 1941 | 40 993 000         |                              |        |                      |                                |        |
| 1944 | 33 534 000         |                              |        |                      |                                |        |
| 1946 | 31 362 000         |                              |        |                      |                                |        |
| 1950 | 36 774 854         |                              |        | 36 588 000           |                                |        |
| 1951 | 37 435 785         | 13 400 000                   | 35,8 % | 37 223 000           |                                |        |
| 1959 | 41 869 000         | 19 147 400                   | 45,7 % | 41 869 000           |                                |        |
| 1960 |                    |                              |        | 42 468 600           |                                |        |
| 1970 | 47 126 500         | 25 688 600                   | 54,5 % | 47 118 200           |                                |        |
| 1973 | 48 237 000         |                              |        | 48 274 400           |                                |        |
| 1976 |                    |                              |        | 49 151 000           | 29 000 000                     | 59,0 % |
| 1979 | 49 754 600         | 30 511 500                   | 61,3 % | 49 752 200           |                                |        |
| 1980 |                    |                              |        | 49 952 500           |                                |        |
| 1984 |                    |                              |        | 50 678 600           | 32 761 000                     | 64,6 % |
| 1987 |                    |                              |        | 51 260 900           | 34 151 100                     | 66,6 % |
| 1989 | 51 706 700         | 34 587 600                   | 66,9 % | 51 452 000           |                                |        |
| 1990 | 51 838 500         | 34 869 200                   | 67,3 % | 51 556 500           |                                |        |
| 1991 | 51 944 400         | 35 085 200                   | 67,5 % | 51 623 500           |                                |        |
| 1992 | 52 056 600         | 35 296 900                   | 67,8 % | 51 708 200           |                                |        |
| 1993 | 52 244 100         | 35 471 000                   | 67,9 % | 51 870 400           |                                |        |
| 1994 | 52 114 400         | 35 400 700                   | 67,9 % | 51 715 400           |                                |        |
| 1995 | 51 728 400         | 35 118 800                   | 67,9 % | 51 300 400           |                                |        |
| 1996 | 51 297 100         | 34 767 900                   | 67,8 % | 50 874 100           |                                |        |
| 1997 | 50 818 400         | 34 387 500                   | 67,7 % | 50 400 000           |                                |        |
| 1998 | 50 499 900         | 34 405 100                   | 68,1 % | 49 973 500           |                                |        |
| 1999 | 49 918 100         | 33 702 100                   | 67,5 % | 49 544 800           |                                |        |
| 2000 | 49 429 800         | 33 338 600                   | 67,4 % | 49 115 000           |                                |        |
| 2001 | 48 923 200         | 32 951 700                   | 67,4 % | 48 663 600           |                                |        |
| 2002 | 48 457 102         | 32 574 371                   | 67,2 % | 48 240 902           |                                |        |
| 2003 | 48 003 500         | 32 328 400                   | 67,3 % | 47 823 100           |                                |        |
| 2004 | 47 622 500         | 32 146 500                   | 67,5 % | 47 442 100           |                                |        |
| 2005 | 47 280 800         | 32 009 300                   | 67,5 % | 47 100 500           | 31 753 700                     | 67,4 % |
| 2006 | 46 929 500         | 31 877 700                   | 67,9 % | 46 749 200           | 31 621 900                     | 67,6 % |
| 2007 | 46 646 000         | 31 777 400                   | 68,1 % | 46 465 700           | 31 521 800                     | 67,8 % |
| 2008 | 46 372 700         | 31 668 800                   | 68,3 % | 46 192 300           | 31 413 100                     | 68,0 % |
| 2009 | 46 143 700         | 31 587 200                   | 68,5 % | 45 963 300           | 31 331 500                     | 68,2 % |
| 2010 | 45 962 900         | 31 524 800                   | 68,6 % | 45 782 600           | 31 269 200                     | 68,3 % |
| 2011 | 45 778 500         | 31 441 600                   | 68,7 % | 45 598 200           | 31 186 000                     | 68,4 % |
| 2012 | 45 633 600         | 31 380 900                   | 68,8 % | 45 453 300           | 31 125 200                     | 68,5 % |
| 2013 | 45 553 000         | 31 378 600                   | 68,9 % | 45 372 700           | 31 123 000                     | 68,6 % |
| 2014 | 45 426 200         | 31 336 600                   | 69,0 % | 45 245 900           | 31 081 000                     | 68,7 % |
| 2015 | 42 929 298         | 29 673 113                   | 69,1 % | 42 759 661           | 29 434 316                     | 68,8 % |
| 2016 | 42 760 516         | 29 584 952                   | 69,2 % | 42 590 879           | 29 346 155                     | 68,9 % |
| 2017 | 42 584 500         |                              |        | 42 414 900           |                                |        |

По данным Государственной службы статистики, в 2013 году численность населения Украины уменьшилась на 127 тысяч человек или на 0,28 % от общего числа населения (с 45,553 до 45,426 млн человек). Показатели рождаемости также снизились — в 2012 году 520,7 тысяч, в 2013 году 503,7 тыс. человек.
Общий коэффициент рождаемости за 2013 год составляет 11,1 человека на 1 тыс. человек, коэффициент смертности — 14,6 человека на 1 тысячу человек.
В 2015 году на Украине (без учёта Крыма и Севастополя) родилось 411,8 тыс. детей; умерло  594,8 тыс. чел. Естественная убыль населения составила 183,0 тыс. чел. Естественный прирост населения наблюдался лишь в Закарпатской (+1239) и Ровненской (+1442) областях и г. Киеве (+5133 чел.). В других регионах была зафиксирована естественная убыль населения, которая колебалась от 369 человек в Волынской области до 17 667 человек в Харьковской, 20 402 человек в Днепропетровской, 22 863 человек в Донецкой областях. В 2014 году на Украине (без учёта Крыма и Севастополя) родилось 465,9 тыс. детей; умерло  632,7 тыс. чел. Естественная убыль населения составила 166,8 тыс. чел. Естественный прирост населения наблюдался в Волынской (+920 чел.), Закарпатской (+3569), Ровненской (+2455), Черновицкой (+60) областях и г. Киеве (+4829 чел.). В 2013 году на Украине родилось 503,7 тыс. (годом ранее —  520,7 тыс.) детей; умерло 662,4 тыс. (годом ранее —  663,1 тыс.) человек. Естественная убыль составила 158,7 тыс. (что на 16,3 тыс. больше, чем за 2012 год). Естественный прирост населения наблюдался в Закарпатской (+3689 чел.), Ровненской (+2889) и Волынской областях (+1034) и Киеве (+5302).
Миграционный прирост на Украине за 2015 год (без учёта Крыма и Севастополя) составил 14,2 тыс. чел. Максимальный объём миграционного прироста (убыли) в численном выражении официально, по данным Госстата Украины, был характерен для Киева (+13,5 тыс.), Киевской (+11,2 тыс.), Харьковской (+5,0 тыс.), Ивано-Франковской (+1,9 тыс.), Львовской (+1,3 тыс.) и др. областей, а минимальный — для Донецкой (-9,2 тыс.), Луганской (-5,6 тыс.), Закарпатской (-1,7 тыс.), Днепропетровской (-1,4 тыс.), Житомирской (-1,3 тыс.) и др. областей. За 2014 год миграционный прирост на Украине (без учёта Крыма и Севастополя) составил 22,6 тыс. чел. Максимальный объём миграционного прироста (убыли) в численном выражении официально по данным Госстата Украины был характерен для Киева (+14,4 тыс.), Киевской (+11,1 тыс.), Харьковской (+8,3 тыс.), Одесской (+4,6 тыс.), Львовской (+1,5 тыс.) и др. областей, а минимальный —  для Донецкой (-10,7 тыс.), Луганской (-8,1 тыс.), Херсонской (-0,9 тыс.), Закарпатской (-0,8 тыс.), Запорожской (-0,8 тыс.), Кировоградской (-0,8 тыс.) и др. областей. За 2013 год миграционный прирост на Украине составил 31,9 тыс. человек, что на 29,9 тыс. меньше, чем в 2012 году.
В 2016 году на Украине (без учёта Крыма и Севастополя) родилось 397,0 тыс. детей; умерло  583,6 тыс. чел. Естественная убыль населения составила 186,6 тыс. чел. Естественный прирост населения наблюдался лишь в Закарпатской (+601) и Ровенской (+1205) областях и г. Киеве (+5904 чел.). В других регионах была зафиксирована естественная убыль населения, которая колебалась от 459 человек в Волынской области до 17 487 человек в Донецкой, 18 225 человек в Харьковской, 22 127 человек в Днепропетровской областях.
Миграционный прирост на Украине за 2016 год (без учёта Крыма и Севастополя) составил 10,6 тыс. чел. Максимальный объём миграционного прироста (убыли) в численном выражении официально, по данным Госстата Украины, был характерен для Киева (+13,3 тыс.), Киевской (+11,4 тыс.), Львовской (+5,0 тыс.), Одесской (+3,4 тыс.) и др. областей, а минимальный — для Донецкой (-3,6 тыс.), Винницкой (-2,5 тыс.), Луганской (-2,5 тыс.), Днепропетровской (-2,3 тыс.), Черкасской (-2,1 тыс.), Хмельницкой (-1,9 тыс.) и др. областей.

### Динамика по областям
Таблица 2.1. Динамика численности постоянного населения по областям Украины, тыс. чел. (на 1 января или на дату переписи)
| область           | 2022       | 2017    | 2016    | 2015    | 2014    | 2010    | 2007    | 2001    | 1995 | 1989    |
| ----------------- | ---------- | ------- | ------- | ------- | ------- | ------- | ------- | ------- | ---- | ------- |
| Винницкая         | 1 502,430  | 1583,3  | 1595,1  | 1603,5  | 1611,2  | 1643,5  | 1679,4  | 1763,9  |      | 1920,8  |
| Волынская         | 1 018,628  | 1038,2  | 1039,9  | 1040,2  | 1038,6  | 1033,9  | 1035,3  | 1057,2  |      | 1058,4  |
| Днепропетровская  | 3 093,176  | 3227,1  | 3251,6  | 3273,3  | 3289,1  | 3352,2  | 3419,6  | 3561,2  |      | 3869,9  |
| Донецкая          | 4 046,487  | 4231,2  | 4252,3  | 4284,1  | 4331,0  | 4453,8  | 4567,7  | 4825,6  |      | 5311,8  |
| Житомирская       | 1 179,801  | 1241,2  | 1248,3  | 1256,7  | 1263,3  | 1286,6  | 1317,9  | 1389,3  |      | 1537,6  |
| Закарпатская      | 1 241,643  | 1255,9  | 1256,3  | 1256,7  | 1254,0  | 1242,0  | 1241,0  | 1254,6  |      | 1245,6  |
| Запорожская       | 1 637,673  | 1738,7  | 1752,9  | 1765,1  | 1775,0  | 1810,9  | 1846,1  | 1926,8  |      | 2074,0  |
| Ивано-Франковская | 1 349,096  | 1377,2  | 1379,6  | 1379,8  | 1379,4  | 1378,0  | 1382,6  | 1406,1  |      | 1413,2  |
| Киевская          | 1 789,300  | 1728,7  | 1726,5  | 1723,5  | 1719,7  | 1716,0  | 1745,4  | 1821,1  |      | 1934,4  |
| Кировоградская    | 897,297    | 959,3   | 966,7   | 974,2   | 981,2   | 1011,4  | 1046,7  | 1125,7  |      | 1228,1  |
| Луганская         | 2 098,324  | 2190,7  | 2200,8  | 2215,4  | 2234,9  | 2307,0  | 2377,3  | 2540,2  |      | 2857,0  |
| Львовская         | 2 459,764  | 2515,7  | 2515,8  | 2519,4  | 2520,1  | 2531,2  | 2550,0  | 2606,0  |      | 2727,4  |
| Николаевская      | 1 091,106  | 1149,4  | 1157,5  | 1163,6  | 1167,6  | 1188,8  | 1211,1  | 1262,9  |      | 1328,3  |
| Одесская          | 2 340,332  | 2375,5  | 2379,2  | 2385,4  | 2385,4  | 2380,0  | 2384,4  | 2455,7  |      | 2624,2  |
| Полтавская        | 1 344,445  | 1419,0  | 1431,1  | 1441,1  | 1450,4  | 1491,7  | 1532,7  | 1621,2  |      | 1748,7  |
| Ровненская        | 1 140,724  | 1161,7  | 1160,8  | 1160,1  | 1157,8  | 1150,6  | 1153,3  | 1171,4  |      | 1164,2  |
| Сумская           | 1 033,580  | 1102,3  | 1111,1  | 1121,3  | 1130,8  | 1170,1  | 1209,3  | 1296,8  |      | 1427,5  |
| Тернопольская     | 1 018,462  | 1055,9  | 1062,5  | 1066,7  | 1070,1  | 1085,6  | 1102,1  | 1138,5  |      | 1164,0  |
| Харьковская       | 2 583,325  | 2685,6  | 2703,0  | 2715,7  | 2721,6  | 2753,5  | 2796,5  | 2895,8  |      | 3174,7  |
| Херсонская        | 1 000,166  | 1054,2  | 1060,9  | 1066,5  | 1071,1  | 1092,0  | 1115,6  | 1172,7  |      | 1237,0  |
| Хмельницкая       | 1 225,666  | 1282,1  | 1291,2  | 1298,1  | 1303,8  | 1330,8  | 1358,2  | 1426,6  |      | 1521,6  |
| Черкасская        | 1 157,115  | 1227,6  | 1239,3  | 1248,2  | 1256,3  | 1291,6  | 1324,4  | 1398,3  |      | 1527,4  |
| Черниговская      | 950,773    | 1024,9  | 1036,4  | 1047,1  | 1058,3  | 1101,2  | 1143,4  | 1236,1  |      | 1412,8  |
| Черновицкая       | 887,392    | 905,0   | 906,8   | 906,9   | 905,4   | 901,3   | 903,2   | 919,0   |      | 940,8   |
| Киев              | 2 910,994  | 2884,5  | 2865,3  | 2846,7  | 2827,4  | 2743,8  | 2676,8  | 2567,0  |      | 2572,2  |
| Севастополь       |            |         |         |         | 383,9   | 378,5   | 377,3   | 377,2   |      | 395,4   |
| АР Крым           |            |         |         |         | 1958,5  | 1956,6  | 1968,4  | 2024,1  |      | 2035,1  |
| всего             | 40 997,699 | 42414,9 | 42590,9 | 42759,3 | 45245,9 | 45782,6 | 46465,7 | 48240,9 |      | 51452,0 |

Таблица 2.2. Динамика численности наличного населения по областям Украины, тыс. чел. (на 1 января или на дату переписи)
| область           | 2017    | 2016    | 2015    | 2014    | 2010    | 2007    | 2001    | 1995    | 1989    | 1959    |
| ----------------- | ------- | ------- | ------- | ------- | ------- | ------- | ------- | ------- | ------- | ------- |
| Винницкая         | 1590,4  | 1602,2  | 1610,6  | 1618,3  | 1650,6  | 1686,5  | 1772,4  | 1889,7  | 1932,6  | 2143,9  |
| Волынская         | 1041,0  | 1042,7  | 1042,9  | 1041,3  | 1036,7  | 1038,0  | 1060,7  | 1018,3  | 1061,2  | 890,5   |
| Днепропетровская  | 3230,4  | 3254,9  | 3276,6  | 3292,4  | 3355,5  | 3422,9  | 3567,6  | 3888,8  | 3881,2  | 2704,8  |
| Донецкая          | 4244,0  | 4265,1  | 4297,0  | 4343,9  | 4466,7  | 4580,6  | 4841,1  | 5266,9  | 5332,4  | 4262,0  |
| Житомирская       | 1240,5  | 1247,5  | 1256,0  | 1262,5  | 1285,8  | 1317,1  | 1389,5  | 1493,1  | 1545,4  | 1603,6  |
| Закарпатская      | 1258,8  | 1259,2  | 1259,6  | 1256,9  | 1244,8  | 1243,8  | 1258,3  | 1288,1  | 1252,3  | 920,2   |
| Запорожская       | 1739,5  | 1753,6  | 1765,9  | 1775,8  | 1811,7  | 1846,9  | 1929,2  | 2094,2  | 2081,8  | 1463,8  |
| Ивано-Франковская | 1379,9  | 1382,3  | 1382,6  | 1382,1  | 1380,7  | 1385,4  | 1409,8  | 1466,8  | 1423,5  | 1094,6  |
| Киевская          | 1734,5  | 1732,2  | 1729,2  | 1725,5  | 1721,8  | 1751,1  | 1827,9  | 1911,6  | 1940,0  | 1723,9  |
| Кировоградская    | 965,8   | 973,1   | 980,6   | 987,6   | 1017,8  | 1053,1  | 1133,1  | 1236,2  | 1239,4  | 1246,2  |
| Луганская         | 2195,3  | 2205,4  | 2220,0  | 2239,5  | 2311,6  | 2381,9  | 2546,2  | 2827,1  | 2862,7  | 2452,2  |
| Львовская         | 2534,0  | 2534,2  | 2537,8  | 2538,4  | 2549,6  | 2568,4  | 2626,5  | 2770,3  | 2747,7  | 2107,9  |
| Николаевская      | 1150,1  | 1158,2  | 1164,3  | 1168,4  | 1189,5  | 1211,9  | 1264,7  | 1352,1  | 1330,6  | 1013,8  |
| Одесская          | 2386,5  | 2390,3  | 2396,4  | 2396,5  | 2391,0  | 2395,5  | 2469,1  | 2606,6  | 2642,6  | 2027,8  |
| Полтавская        | 1426,8  | 1438,9  | 1449,0  | 1458,2  | 1499,6  | 1540,5  | 1630,1  | 1752,8  | 1753,0  | 1637,1  |
| Ровненская        | 1162,7  | 1161,8  | 1161,2  | 1158,8  | 1151,6  | 1154,4  | 1173,3  | 1194,5  | 1169,7  | 926,2   |
| Сумская           | 1104,5  | 1113,3  | 1123,4  | 1133,0  | 1172,3  | 1211,4  | 1299,7  | 1411,1  | 1432,7  | 1508,3  |
| Тернопольская     | 1059,2  | 1065,7  | 1069,9  | 1073,3  | 1088,9  | 1105,4  | 1142,4  | 1177,7  | 1168,9  | 1085,6  |
| Харьковская       | 2701,2  | 2718,6  | 2731,3  | 2737,2  | 2769,1  | 2812,1  | 2914,2  | 3123,3  | 3195,0  | 2520,1  |
| Херсонская        | 1055,6  | 1062,4  | 1067,9  | 1072,5  | 1093,4  | 1117,1  | 1175,1  | 1275,2  | 1240,0  | 824,2   |
| Хмельницкая       | 1285,3  | 1294,4  | 1301,2  | 1307,0  | 1334,0  | 1361,4  | 1430,8  | 1517,0  | 1527,1  | 1608,4  |
| Черкасская        | 1231,2  | 1243,0  | 1251,8  | 1260,0  | 1295,2  | 1328,0  | 1403,0  | 1517,6  | 1531,5  | 1470,2  |
| Черниговская      | 1033,4  | 1045,0  | 1055,7  | 1066,8  | 1109,7  | 1151,9  | 1245,3  | 1367,3  | 1415,9  | 1553,8  |
| Черновицкая       | 908,1   | 909,9   | 910,0   | 908,5   | 904,4   | 906,3   | 922,8   | 945,4   | 938,0   | 774,1   |
| Киев              | 2925,8  | 2906,6  | 2888,0  | 2868,7  | 2785,1  | 2718,1  | 2611,3  | 2643,8  | 2602,8  | 1104,3  |
| Севастополь       |         |         |         | 385,9   | 380,5   | 379,2   | 379,5   | 369,5   | 392,8   | 152,1   |
| АР Крым           |         |         |         | 1967,2  | 1965,3  | 1977,1  | 2033,7  | 2262,9  | 2065,8  | 1049,4  |
| всего             | 42584,5 | 42760,5 | 42928,9 | 45426,2 | 45962,9 | 46646,0 | 48457,1 | 51728,4 | 51706,7 | 41869,0 |

## Демографический кризис и старение населения Украины
Украина находится в общемировом демографическом тренде глобального старения населения Земли (кроме Африки южнее Сахары) и вызванного им уже в ряде стран, как развитых, так и развивающихся, демографического кризиса. Согласно данным демографического прогноза ООН 2019 года, по медианному варианту общий коэффициент рождаемости на Украине с 2020 до 2100 год будет в диапазоне от 1,44 рождения на одну женщину до 1,70 рождения на одну женщину.

## Национальный состав
В настоящее время большинство населения страны составляют украинцы (согласно последней переписи населения (2001 год) их удельный вес составил 77,82 % от всего населения страны). Второй по численности народ — русские (их доля превышала 17,28 % населения). Сравнительно крупными этническими группами населения Украины являются белорусы (0,57 %), молдаване (0,54 %), крымские татары (0,51 %), болгары (0,42 %), венгры (0,32 %), румыны (0,31 %), поляки (0,30 %) и другие.
Однако, по исследованиям Киевского международного института социологии, структура украинского общества существенно отличается от её изображения в официальной статистике. Так, этническую структуру Украины во время переписи 2001 года составляли
приблизительно 60—62 % моноэтнических украинцев,
23—25 % биэтнических русско-украинцев,
9—10 % моноэтнических русских и
около 5 % людей из других этнических групп.
Около 10 тысяч русинов (по переписи 2001 года) Закарпатской области, а также зарубежные группы русинов (Словакия, Сербия, США, Канада) подавляющим большинством украинского общества, в том числе его закарпатской части, осознаются как этнографическая или субэтническая группа украинского этноса. Вдвое больше (2001 год), чем русинов, на Украине оказалось представителей другой этнографической группы — гуцулов (преимущественно в Ивано-Франковской области).
также: Закон «О национальных меньшинствах на Украине».
Диаспора (Украинская диаспора):
за пределами Украины (в РФ, США, Канаде, Казахстане, Молдове, Румынии, Польше, Бразилии, Аргентине и Австралии) проживают 11—15 млн этнических украинцев.
Основные причины изменения этнической структуры населения Украины
Миграционное движение народов, трансформационные этнические процессы (среди них этническая ассимиляция), различия в демографическом воспроизводстве народов (разные уровни рождаемости, смертности, продолжительности жизни) приводили к изменению численности и удельного веса той или иной этнической группы в населении Украины на протяжении всей её истории. Но миграция, а также этнические и демографические процессы зависели от многих исторических событий и, в большой степени, от политических решений субъектов украинской истории.
На территории современной Украины длительное время соседствовали славяноязычная и ираноязычная этнические общности. Потом иранцев сменили тюркоязычные племена. Относительно недолго существенную часть населения составляли германцы — готы. Длительное время на территории Украины представлены греки, армяне, евреи.

Наиболее крупными этническими общностями, кроме украинцев, в конце XIX века стали евреи, русские, поляки, немцы. В XX веке, в советское время, этническая структура населения Украины претерпела значительные изменения. Удельный вес евреев, поляков, немцев, крымских татар уменьшился суммарно во много раз, а русских — пропорционально увеличился.

### Удельный вес
Таблица 3. Национальный состав населения Украины в 1926—2001 годах в границах (УССР и Украины) на время проведения всесоюзных и государственной переписей (в тысячах человек и %).
| народ           | 1926     | %     | 1939     | %     | 1959     | %     | 1970     | %     | 1979     | %     | 1989     | %     | 2001     | %     |
| --------------- | -------- | ----- | -------- | ----- | -------- | ----- | -------- | ----- | -------- | ----- | -------- | ----- | -------- | ----- |
| украинцы        | 23 218,9 | 80,01 | 23 667,5 | 76,48 | 32 158,5 | 76,81 | 35 283,9 | 74,87 | 36 489,0 | 73,55 | 37 419,1 | 72,73 | 37 541,7 | 77,82 |
| русские         | 2677,2   | 9,23  | 4175,3   | 13,49 | 7090,8   | 16,94 | 9126,3   | 19,37 | 10 471,6 | 21,11 | 11 355,6 | 22,07 | 8334,1   | 17,28 |
| белорусы        | 75,842   | 0,26  | 158,2    | 0,51  | 290,9    | 0,69  | 385,8    | 0,82  | 406,1    | 0,82  | 440,0    | 0,86  | 275,8    | 0,57  |
| молдаване       | 257,8    | 0,89  | 260,4    | 0,84  | 241,7    | 0,58  | 265,9    | 0,56  | 293,6    | 0,59  | 324,5    | 0,63  | 258,6    | 0,54  |
| крымские татары | 179,163  | 0.6   |          |       | 0,193    | 0,00  | 3,554    | 0,008 | 6,636    | 0,01  | 46,807   | 0,09  | 248,2    | 0,51  |
| болгары         | 92,078   | 0,32  | 113,5    | 0,37  | 219,4    | 0,52  | 234,4    | 0,50  | 238,2    | 0,48  | 233,8    | 0,45  | 204,6    | 0,42  |
| венгры          | 0,869    | 0,003 |          |       | 149,2    | 0,36  | 157,7    | 0,33  | 164,4    | 0,33  | 163,1    | 0,32  | 156,6    | 0,32  |
| румыны          | 1,530    | 0,005 | 0,825    | 0,003 | 100,9    | 0,24  | 112,1    | 0,24  | 121,8    | 0,25  | 134,8    | 0,26  | 151,0    | 0,31  |
| поляки          | 476,4    | 1,64  | 357,7    | 1,16  | 363,3    | 0,87  | 295,1    | 0,63  | 258,3    | 0,52  | 219,2    | 0,43  | 144,1    | 0,30  |
| евреи           | 1574,4   | 5,43  | 1532,8   | 4,95  | 840,3    | 2,01  | 776,1    | 1,65  | 632,9    | 1,28  | 486,6    | 0,95  | 103,6    | 0,21  |
| греки           | 104,7    | 0,36  | 107,0    | 0,35  | 104,4    | 0,25  | 106,9    | 0,23  | 104,1    | 0,21  | 98,594   | 0,19  | 91,548   | 0,19  |
| армяне          | 10,631   | 0,04  | 21,688   | 0,07  | 28,024   | 0,07  | 33,439   | 0,07  | 38,646   | 0,08  | 54,200   | 0,11  | 99,894   | 0,21  |
| татары          | 22,281   | 0,08  | 55,456   | 0,18  | 61,334   | 0,15  | 72,658   | 0,15  | 83,906   | 0,17  | 86,875   | 0,17  | 73,304   | 0,15  |
| цыгане          | 13,578   | 0,05  | 10,443   | 0,03  | 22,515   | 0,05  | 30,091   | 0,06  | 34,411   | 0,07  | 47,917   | 0,09  | 47,587   | 0,10  |
| азербайджанцы   | 0,056    | 0,00  | 4,626    | 0,015 | 6,680    | 0,02  | 10,769   | 0,02  | 17,235   | 0,03  | 36,961   | 0,07  | 45,176   | 0,09  |
| грузины         | 1,265    | 0,004 | 10,063   | 0,03  | 11,574   | 0,03  | 14,650   | 0,03  | 16,301   | 0,03  | 23,540   | 0,05  | 34,199   | 0,07  |
| немцы           | 393,9    | 1,36  | 392,5    | 1,27  | 23,243   | 0,06  | 29,871   | 0,06  | 34,139   | 0,07  | 37,849   | 0,07  | 33,302   | 0,07  |
| гагаузы         | 0,014    | 0,00  |          |       | 23,530   | 0,06  | 26,464   | 0,06  | 29,398   | 0,06  | 31,967   | 0,06  | 31,923   | 0,07  |
| Всего           | 29 018,2 | 100,0 | 30 946,2 | 100,0 | 41 869,0 | 100,0 | 47 126,5 | 100,0 | 49 609,3 | 100,0 | 51 452,0 | 100,0 | 48 240,9 | 100,0 |

Численность населения согласно переписям населения на территории УССР и Украины. В 1926 и 1939 годах в состав УССР не входили Крым, Волынская область, Закарпатская область, Ивано-Франковская область, Львовская область, Тернопольская область, Черновицкая область, Аккерманский и Измаильский уезд Бессарабии (будущая Измаильская область — южная часть современной Одесской области).

### Расселение народов
Историческое ядро Украины — Надднепрянщина не претерпело существенных этнических подвижек населения на протяжении 13-16 веков (после распада Руси, до момента полного формирования украинского этноса). На этих землях и начал формироваться украинский народ, полностью сформировавшись в 15-16 веках. При этом галицко-волынские земли претерпели значительное влияние со стороны поляков, владевших веками этими землями после распада Руси (Киевской), которыми и были построены большинство местных городов. Степные восточные и южные области Украины, большую часть которых занимало Дикое поле, из-за частых набегов крымских татар долгое время не имели сколь-нибудь значительного оседлого населения. Массовое заселение их украинцами и, в меньшей степени, русскими и другими народами, развернулось лишь в XVII-XIX веках в результате благоприятствующей политики Российской империи.
|                            |  |                          |  |                                      |  |                                      |  |
| Доля украинцев в населении |  | Доля русских в населении |  | Первая по численности национальность |  | Вторая по численности национальность |  |

|                            |  |                                      |  |                                      |  |                                      |  |
| Доля украинцев в населении |  | Первая по численности национальность |  | Вторая по численности национальность |  | Третья по численности национальность |  |

## Языковой состав
|                                                            |  | |  |                                            |  |                                                        |  |
| Украинский язык в Российской империи по переписи 1897 года |  | Языки Российской империи по переписи 1897 года (уезды и города с преобладанием украиноязычного населения жёлтым) |  | Языки Украинской ССР по переписи 1926 года |  | Украинский язык в Украинской ССР по переписи 1926 года |  |

|                                                                         |  |                                                             |  | |  |                                                                                                   |  |
| Украинский язык в Украине по районам и горсоветам по переписи 2001 года |  | Языки Украины по районам и горсоветам по переписи 2001 года |  | Распространённейший родной язык в городских, поселковых и сельских советах Украины по данным переписи 2001 года |  | Родной язык населения административных единиц первого уровня Украины по данным переписи 2001 года |  |

По данным переписи населения, проведённой в 1926 году, украинский язык родным назвали 76,4 % населения Украинской ССР в её тогдашних границах, в том числе 85,6 % сельского и 36,0 % городского населения. Русский язык родным назвали 15,3 % (8,6 % сельского и 44,6 % городского населения).
Вследствие проводимой во времена СССР русификации Украины доля украиноязычных в населении постепенно уменьшалась, а доля русскоязычных — возрастала. Доля указавших украинский язык родным в населении между 1959 и 1989 гг. сократилась с 73,0 % до 64,7 %. Особенно заметным было сокращение доли считающих украинский язык родным на юге и востоке Украинской ССР: в Луганской области — на 15,6 % (с 50,5 % до 34,9 %), в Донецкой области — на 13,8 % (с 44,4 % до 30,6 %), в Запорожской области — на 11,7 % (с 61,0 % до 49,3 %), в Харьковской области — на 10,7 % (с 61,2 % до 50,5 %), в Днепропетровской области — на 10,6 % (с 72,1 % до 61,5 %), в Николаевской области — на 9,2 % (с 73,4 % до 64,2 %), в Херсонской области — на 8,0 % (с 75,7 % до 67,7 %).
| - Доля учащихся в школах с украинским языком обучения в 1991/92 учебном году - Отношение доли учащихся в школах с украинским языком обучения в 1991/92 учебном году к доле населения, назвавшего родным украинский язык во время переписи 1989 года |

По данным всеукраинской переписи населения 2001 года, 85,2 % всего населения Украины назвали родным язык своей национальности (в 1979 — 88,5 %). Большинство населения республики — 32,6 млн чел. — по данным переписи назвало родным языком украинский язык (67,5 %, в 1959 — 73,0 %), а 14,3 млн чел. — русский язык (29,6 %, в 1959 — 24,3 %) и 1,2 млн чел. — другой язык (2,4 %). Доля украинцев, назвавших родным языком язык своей национальности, составляет 85,2 % (в 1979 — 93,5 %), а доля русских, назвавших родным языком язык своей национальности, превышает 95,9 %. Помимо этого, среди тех, для кого родной язык не русский, свободно владеют (помимо родного) также русским языком 17,2 млн чел. или 35,6 %, а среди тех, для кого родной язык не украинский, свободно владеют (помимо родного) также украинским — 5,4 млн чел. или 11,2 %.
Украинский язык преобладал практически во всех сельских, поселковых и городских советах Тернопольской, Ивано-Франковской, Волынской, Ровненской, Хмельницкой, Винницкой, Житомирской, Черкасской, Киевской и Полтавской областей. Во Львовской области преимущественно украиноязычным не являлся лишь один сельсовет. Украинский язык родным также назвало абсолютное большинство населения города Киева, Черниговской, Кировоградской, Сумской, Закарпатской, Черновицкой, Херсонской, Николаевской, Днепропетровской, Харьковской и Запорожской областей, относительное большинство (46,3 %) населения Одесской области, 30,0 % населения Луганской области, 24,1 % населения Донецкой области, 10,1 % населения Автономной Республики Крым и 6,8 % населения Севастопольского горсовета.
Помимо украинского, исторически обусловлено широкое распространение и других языков (преимущественно соседних государств и народов), среди которых самым распространённым является русский язык. Хотя родным его назвали в 2001 году 29,6 % жителей Украины, однако, по данным исследований языкового поведения населения Украины КМИС в 2004 году, русский язык в повседневном общении использовала более чем половина населения Украины (52,8 %).
По данным переписи 2001 года, сплошные ареалы русского языка в сельской местности существовали в Крыму, Донецкой, Луганской, Харьковской и Сумской (в нескольких разных по размеру приграничных с Россией зонах) областях, а также на юге Одесской и Запорожской областей. Островные русские говоры имелись в нескольких сельсоветах Херсонской, Николаевской и Кировоградской областей, а также в одном сельсовете Черновицкой области. Русский также был распространён на крайнем севере Черниговской области, преобладая в двенадцати граничащих с Россией и Белоруссией сельсоветах.
На Украине, особенно в этнически смешанных районах Крыма, Закарпатской, Донецкой, Луганской и юга Одесской областей, распространены явления билингвизма (двуязычия) и полилингвизма (многоязычия). С XVII века из-за русификации украинцев формируется суржик — смешанная украинско-русская речь. Кроме того, у носителей других языков на территории Украины русский язык часто приобретает специфический украинский акцент, основные черты которого характерны также для многих южнорусских наречий.
Принятый в апреле 2019 года Закон Украины «Об обеспечении функционирования украинского языка как государственного» закрепил обязательность и превалирование украинского языка в череде сфер общественной жизни, в частности — в сфере услуг.
С 2014 года захваченный Россией Крым и оккупированные части Донецкой и Луганской областей подвергаются русификации.
Вторжение России в Украину в 2022 году спровоцировало значительные изменения в восприятии украинским обществом языкового вопроса: значительная часть в прошлом русскоязычного населения перешла на украинский язык, а популярность идеи о предоставлении русскому языку официального статуса во всей стране или в отдельных её областях достигла самых низких показателей с момента обретения Украиной независимости.
В то же время насильственной русификации подвергаются оккупированные Россией территории Украины — в школах преподают только на русском языке даже в полностью украиноязычных населённых пунктах. Украинские учебники оказались под запретом, а желающие учиться на украинском вынуждены делать это втайне от оккупационных властей. На захваченных территориях уничтожается украиноязычная литература. Русификации также подвергаются депортированные в Россию украинские дети.
По этнолингвистической классификации, основные группы народов Украины (2001 год):
- славянские языки — 46 513, 4 тыс. чел. (96,42 %): украинцы, русские, белорусы, болгары, словаки, чехи, сербы, хорваты и др.
- тюркские языки — 453,0 тыс. чел. (0,94 %): крымские татары, татары, гагаузы, азербайджанцы, узбеки, казахи, туркмены, киргизы, караимы и др.
- романские языки — 411,5 тыс. чел. (0,85 %): молдаване, румыны, испанцы, итальянцы, французы, кубинцы, чилийцы и др.
- финно-угорские языки — 183,8 тыс. чел. (0,38 %): венгры, эстонцы, карелы, финны, мордва, марийцы, ижорцы и др.
- семитские языки — 113,6 тыс. чел. (0,24 %): евреи, арабы и др.
- армянские языки — 99,9 тыс. чел. (0,21 %): армяне.
- греческие языки — 91,5 тыс. чел. (0,19 %): греки.
- индоарийские языки — 49,1 тыс. чел. (0,10 %): цыгане, народы Индии и Пакистана.
- германские языки — 34,6 тыс. чел. (0,07 %): немцы, англичане, американцы и др.
- картвельские языки — 34,2 тыс. чел. (0,07 %): грузины.

Таблица 4. Языковой состав в 1979 году.
| N  | язык             | родной     | % среди всего населения | % среди своего народа | в том числе не своего народа | владеют   | % среди всего населения |
| -- | ---------------- | ---------- | ----------------------- | --------------------- | ---------------------------- | --------- | ----------------------- |
| 1  | украинский язык  | 32 917 537 | 66,35                   | 89,05                 | 1,28                         | 5 764 707 | 77,97                   |
| 2  | русский язык     | 15 547 597 | 31,34                   | 98,64                 | 33,56                        | 5 764 707 | 71,41                   |
| 3  | молдавский язык  | 234 739    | 0,47                    | 79,96                 |                              | 19 639    | 0,51                    |
| 4  | венгерский язык  | 164 373    | 0,33                    | 96,72                 |                              |           |                         |
| 5  | болгарский язык  | 162 693    | 0,33                    | 68,30                 |                              |           |                         |
| 6  | белорусский язык | 142 727    | 0,29                    | 35,15                 |                              | 54 958    | 0,40                    |
| 7  | идиш             | 57 179     | 0,12                    | 9,02                  |                              | 31 914    | 0,18                    |
| 8  | татарский язык   | 50 579     | 0,10                    | 55,86                 |                              | 12 388    | 0,13                    |
| 9  | румынский язык   | 49 910     | 0,10                    | 40,98                 |                              |           |                         |
| 10 | польский язык    | 36 543     | 0,07                    | 0,14                  |                              |           |                         |

Таблица 5. Языковый состав в 2001 году.
| N  | язык                  | родной     | уд. вес среди всего населения | уд. вес среди своего народа | в том числе не своего народа |
| -- | --------------------- | ---------- | ----------------------------- | --------------------------- | ---------------------------- |
| 1  | украинский язык       | 32 577 468 | 67,53                         | 85,16                       | 1,86                         |
| 2  | русский язык          | 14 273 670 | 29,59                         | 95,92                       | 44,00                        |
| 3  | крымскотатарский язык | 228 373    | 0,47                          | 92,01                       |                              |
| 4  | молдавский язык       | 181 124    | 0,38                          | 70,04                       |                              |
| 5  | венгерский язык       | 149 431    | 0,31                          | 95,44                       |                              |
| 6  | румынский язык        | 138 522    | 0,29                          | 91,74                       |                              |
| 7  | болгарский язык       | 131 237    | 0,27                          | 64,15                       |                              |
| 8  | белорусский язык      | 54 573     | 0,11                          | 19,79                       |                              |
| 9  | армянский язык        | 50 363     | 0,10                          | 50,42                       |                              |
| 10 | татарский язык        | 25 770     | 0,05                          | 35,15                       |                              |
| 11 | азербайджанский язык  | 23 958     | 0,05                          | 53,03                       |                              |
| 12 | гагаузский язык       | 22 822     | 0,05                          | 71,49                       |                              |
| 13 | цыганский язык        | 21 266     | 0,04                          | 44,69                       |                              |
| 14 | польский язык         | 18 660     | 0,04                          | 12,95                       |                              |
| 15 | идиш                  | 3213       | 0,007                         | 3,10                        |                              |

### Состав по областям
Таблица 6. Родные языки населения регионов Украины согласно переписи 2001 года (в %)
| N  | регион                    | украинский язык | русский язык | другой язык                                                           |
| -- | ------------------------- | --------------- | ------------ | --------------------------------------------------------------------- |
| 1  | АР Крым                   | 10,1            | 77,0         | крымскотатарский язык — 11,4 %; татарский язык — 0,4 %                |
| 2  | Винницкая область         | 94,8            | 4,7          |                                                                       |
| 3  | Волынская область         | 97,3            | 2,5          |                                                                       |
| 4  | Днепропетровская область  | 66,9            | 32,0         |                                                                       |
| 5  | Донецкая область          | 24,1            | 74,9         |                                                                       |
| 6  | Житомирская область       | 93,0            | 6,6          |                                                                       |
| 7  | Закарпатская область      | 81,0            | 2,9          | венгерский язык — 12,7; румынский язык — 2,6 %                        |
| 8  | Запорожская область       | 50,2            | 48,2         | болгарский язык — 0,5 %                                               |
| 9  | Ивано-Франковская область | 97,8            | 1,8          |                                                                       |
| 10 | Киевская область          | 92,3            | 7,2          |                                                                       |
| 11 | Кировоградская область    | 88,9            | 10,0         | молдавский язык — 0,4 %                                               |
| 12 | Луганская область         | 30,0            | 68,8         |                                                                       |
| 13 | Львовская область         | 95,3            | 3,8          | польский язык — 0,4 %                                                 |
| 14 | Николаевская область      | 69,2            | 29,3         | молдавский язык — 0,6 %                                               |
| 15 | Одесская область          | 46,3            | 41,9         | болгарский язык — 4,8; молдавский язык — 3,7; гагаузский язык — 0,9 % |
| 16 | Полтавская область        | 90,0            | 9,5          |                                                                       |
| 17 | Ровненская область        | 97,0            | 2,7          |                                                                       |
| 18 | Сумская область           | 84,0            | 15,6         |                                                                       |
| 19 | Тернопольская область     | 98,3            | 1,2          |                                                                       |
| 20 | Харьковская область       | 53,8            | 44,3         |                                                                       |
| 21 | Херсонская область        | 73,2            | 24,9         | татарский язык — 0,3; турецкий язык — 0,3; армянский язык — 0,3 %     |
| 22 | Хмельницкая область       | 95,2            | 4,1          |                                                                       |
| 23 | Черкасская область        | 92,5            | 6,7          |                                                                       |
| 24 | Черниговская область      | 89,0            | 10,3         |                                                                       |
| 25 | Черновицкая область       | 75,6            | 5,3          | румынский язык — 11,5; молдавский язык — 6,7 %                        |
| 26 | Киев                      | 72,1            | 25,1         |                                                                       |
| 27 | Севастополь               | 6,8             | 90,6         | татарский язык — 0,4 %                                                |

### Различия официальной статистики и соцопросов
Существуют большие различия между результатами демографических исследований, проводимых государственным комитетом статистики (переписи населения) — как СССР, так и Украины — и проводимых негосударственными организациями (социологические исследования), причём различия эти в высшей степени касаются именно языкового состава Украины. Такие различия могут быть объяснены методологией сбора информации — так при переписях населения выясняется один родной язык (без возможности выбрать два родных языка), при этом не даётся его определение, и отвечающий на вопросы переписчика ориентируется на собственное понимание того, что такое родной язык. При социологических опросах выясняется родной язык (и языки), предпочитаемый язык и разговорный язык. В последнем случае чаще всего не учитывается население моложе 18 лет, и так далее.

#### Данные опросов
Данные большинства опросов существенно расходятся с официальной статистикой.
Согласно данным опроса, проведённого в 2004 году Киевским международным институтом социологии (КМИС), русский язык использует дома 43—46 % населения Украины (то есть меньше, чем украинский язык). По данным этого опроса, в первую очередь используют для общения русский язык абсолютное большинство населения южных и восточных регионов:
- Крым — 97 % всего населения
- Днепропетровская область — 72 %
- Донецкая область — 93 %
- Запорожская область — 81 %
- Луганская область — 89 %
- Николаевская область — 66 %
- Одесская область — 85 %
- Харьковская область — 74 %[108]

По данным фонда «Общественное мнение» (2002), в областных центрах Украины 75 % населения предпочитает общаться на русском языке (и только 9 % — на украинском).
Кроме этого, по данным опроса, проведённого компанией Research & Branding Group, 68 % граждан Украины свободно владеют русским языком (украинским — 57 %). Наибольшее распространение русский язык получил в восточных и южных регионах, где он для 92 % граждан является более привычным, чем украинский.
Распределение языков по основным этническим группам с выделением лиц, указавших себя и украинцами, и русскими одновременно (по данным КМИС — 3,1 %, в исследовании названы украино-русскими биэтнорами):
- среди украинцев:
  - украиноязычные — 49,1 %
  - русскоязычные — 50,9 %
- среди русских:
  - русскоязычные — 95,7 %
  - украиноязычные — 4,3 %
- среди украино-русских биэтноров:
  - русскоязычные — 81,4 %
  - украиноязычные — 18,6 %

По данным исследования Киевского международного института социологии, проведённого 8—16 апреля 2014 года во всех юго-восточных регионах Украины, кроме АР Крым и города Севастополя, с утверждением о том, что «Россия справедливо защищает интересы русскоязычных граждан на юго-востоке» не согласилось абсолютное большинство респондентов из Николаевской (71,5 %), Днепропетровской (65,6 %), Херсонской (61,1 %), Запорожской (53,3 %), Харьковской (53,0 %) и Одесской (52,3 %) областей, а также меньшинство в Донецкой (33,4 %) и Луганской (31,8 %) областях. Согласились с утверждением относительное большинство респондентов из Донецкой (47,0 %) и Луганской (44,2 %) областей, а также меньшинство в Харьковской (36,6 %), Одесской (30,6 %), Херсонской (23,5 %), Днепропетровской (21,0 %), Запорожской (19,5 %) и Николаевской (14,6 %) областях. В то же время абсолютное большинство опрошенных из всех регионов не согласились как с утверждением о том, что в Украине ущемляются права русскоязычного населения, так и с утверждением о том, что в их регионах ущемляются права украиноязычного населения.
По данным опроса, проведённого Социологической группой «Рейтинг» с 16 ноября по 10 декабря 2018 года в рамках проекта «Портрети Регіонів», 63 % респондентов поддерживали статус украинского языка как единственного государственного на всей территории Украины (в 2016 — 58 %). 15 % считали, что единственным государственным языком должен быть украинский, а русский — вторым официальным в некоторых регионах страны (в 2016 — 22 %), в то время как 17 % придерживались мнения, что русский язык должен стать вторым государственным языком (в 2016 — 15 %). 4 % затруднились с ответом. Желание сохранить «языковой статус-кво» — украинский язык единственным государственным без какой-либо «официализации» русского — разделяло абсолютное большинство респондентов в Тернопольской (95 %), Ивано-Франковской (94 %), Львовской (90 %), Ровненской (87 %), Волынской (85 %), Хмельницкой (85 %), Черкасской (85 %), Закарпатской (82 %), Полтавской (80 %), Черниговской (80 %), Винницкой (75 %), Житомирской (74 %), Черновицкой (71 %), Кировоградской (70 %), Киевской (68 %), Херсонской (65 %), Сумской (60 %), Николаевской (60 %), Днепропетровской (52 %) областях и городе Киеве (65 %), относительное большинство (43 %) респондентов в Запорожской области. В то же время поддержка предоставления русскому языку статуса второго государственного относительно преобладала в Одесской (41 %) и Харьковской (37 %) областях, а также в свободных на тот момент от российской оккупации частях Луганской (39 %) и Донецкой (37 %) областей.
По данным опроса Киевского международного института социологии, проведённого в мае—июне 2020 года, 66,5 % респондентов (78,4 % на Западе, 71,0 % в Центре, 53,2 % на Юге и 55,5 % на Востоке) были полностью или скорее согласны с мнением, что государство должно способствовать дальнейшей имплементации закона «Об обеспечении функционирования украинского языка как государственного» во всех сферах общественной жизни, полностью или скорее не согласны 19,8 % респондентов (12,2 % на Западе, 16,3 % в Центре, 28,6 % на Юге и 27,9 % на Востоке), затруднились с ответом — 12,8 % (9,0 % на Западе, 11,7 % в Центре, 16,8 % на Юге и 16,2 % на Востоке). Единственной группой населения, среди которой преобладало несогласие с дальнейшей имплементацией языкового закона, являлись этнические русские (39,6 % согласных против 47,9 % несогласных).

#### Альтернативные исследования
По данным исследования Центра контент-анализа, проведённого в период с 15 августа по 15 сентября 2024 года, темой которого стало соотношение украинского и русского языков в украинском сегменте Интернета, после начала полномасштабного вторжения России в Украину использование украинского языка значительно возросло и он заметно доминирует над русским почти во всех самых популярных в Украине социальных сетях. Однако если принять во внимание запрещённые в Украине российские социальные сети, а также временно оккупированные Россией её территории (в том числе и те, что оккупированы с 2014 года), то позиции русского языка в Интернете до сих пор остаются достаточно прочными — так, на нём пишется 44 % сообщений, тогда как на украинском — 56 %. В украинском сегменте Инстаграма на украинском языке писалось 87 % сообщений; Твиттер (X) и Фейсбук по этому показателю достигли 83 % и 79 %, соответственно. Украинский практически сравнялся с русским по использованию в украинском сегменте Ютуба (50 %), при этом немного уступая русскому в ТикТоке (46 %). В то же время, на русском писалось более 90 % сообщений в российских соцсетях: во ВКонтакте (96 %) и в Одноклассниках (99 %). Украинский язык абсолютно преобладает среди пользователей соцсетей в большинстве регионов Украины: в Ивано-Франковской (где на нём писались 96,2 % от всех сообщений), Тернопольской (94,6 %), Львовской (93,9 %), Ровненской (93,0 %), Волынской (89,5 %), Хмельницкой (88,8 %), Киевской (87,2 %), Закарпатской (86,8 %), Черновицкой (86,1 %), Черкасской (84,3 %), Житомирской (84,0 %), Винницкой (82,6 %), Кировоградской (80,4 %), Черниговской (76,2 %), Полтавской (76,0 %), Сумской (75,0 %), Днепропетровской (65,0 %), Николаевской (63,8 %), Харьковской (60,3 %), Херсонской (55,7 %) и Запорожской (53,0 %) областях и городе Киев (68,0 %). Русский по использованию в соцсетях превосходил украинский в Автономной Республике Крым (98,8 %), городе Севастополь (97,2 %), Луганской (96,3 %), Донецкой (91,5 %) и Одесской (56,6 %) областях.

#### Классификация употребления языков
Родной язык — под родным языком обычно понимается первый язык, усвоенный человеком в детстве. Однако в переписях населения СССР и современной Украины определялся в основном по самосознанию, что связывало его с показателем национальности (смешивается с национальным языком), а в затруднительных случаях родной язык трактовался как язык, которым опрашиваемый лучше всего владеет (смешивается с разговорным языком) или которым обычно пользуется в семье (смешивается с домашним языком).
Разговорный язык — язык, который является средством повседневного общения лиц различных национальностей, проживающих на общей территории. Не учитывался в переписях СССР и Украины.
Язык свободного (активного) владения — в последних переписях населения СССР (1970, 1979, 1989) кроме родного языка учитывалось свободное владение (умение свободно разговаривать) каким-либо другим языком народов СССР.
Язык пассивного владения — язык, который знают, но не обязательно на нём разговаривают в быту — наиболее широкое понятие.
Язык грамотности — показатель, указывающий, на каком языке опрашиваемый получил образование, умеет читать и писать.
Национальный язык (язык этнической группы) — язык, характерный для определённой этнической группы. Количественно совпадает с размером этнической группы.
Язык общения с друзьями («язык в быту») — язык, на котором говорят среди близких людей, друзей — понятие, близкое с домашним языком
Язык общения с членами семьи («домашний язык») — язык, на котором говорят в семье.
Язык общения с коллегами («язык на работе») — язык, на котором обычно говорят в профессиональных условиях, на работе.
Пример для украинского языка в Донецкой области (без учёта суржика):
- Национальный язык (перепись, 2001) — 56,9 %
- Язык свободного (активного) владения (перепись, 2001) — 47,5 %
- Родной язык (перепись, 2001) — 24,1 %; (опрос компании DIAC, 2006[117]) — 15 %
- Домашний язык (опрос компании DIAC, 2006) — 4 %;
- Язык общения с друзьями (опрос компании DIAC, 2006) — 2 %
- Язык на работе (опрос компании DIAC, 2006) — 2 %.

#### Родной язык
При определении именно родного языка, отличия данных переписи от данных социологических исследований находятся в пределах статистической ошибки:
- Результаты переписи, 2001:
  - украинский язык — 67,53 %
  - русский язык — 29,59 %
  - другие языки — 2,88 %
- Результаты опросов КМИС, 2003[118]:
  - украинский язык — 54,4 %
  - русский язык — 30,4 %
  - украинский и русский язык — 12,4 %
  - другие языки — 2,8 %

В исследовании КМИС указывается: «данные переписи и опросов, проведённых КМИС, практически совпадают — в границах статистической ошибки данных выборочных опросов — по распространению среди населения украинского языка как родного: 67,5 % по переписи и 66,8 %±1,4 % по данным опросов, а вот данные относительно распространения среди населения русского языка как родного по переписи и по опросам КМИС практически совпадают только в том случае, если не учитывать тех, кто назвал родными 2 языка — и русский, и украинский».
Таким образом, та часть населения, которая указывала 2 родных языка в опросах (упрощённо — носители так называемого суржика), автоматически указывала украинский родным языком во время переписи.

#### Суржик
На Украине суржик не имеет какого-либо официального статуса и рассматривается украинскими властями как испорченный русизмами украинский язык, поэтому не фиксируется во время переписей населения. Социологические исследования фиксируют суржикоязычное население чаще как украиноязычное, а в исследовании КМИС 2003 года, направленном на выявление фактической языковой структуры населения, суржиком назван «язык, который идентифицируется нашими интервьюерами как смесь украинского и русского».
В 2003 году КМИС суржиком назван язык 11,9 % опрошенных лиц.
Данные опроса КМИС (2003) по Украине в целом:
- язык, на котором респондент отвечает (определяется интервьюером):
  - русский язык — 48,5 %
  - украинский язык — 39,6 %
  - суржик — 11,9 %

предпочитаемый язык (определяется опрашиваемым)
- - русский язык — 43,1 %
  - украинский язык — 40,5 %
  - русский и украинский языки — 16,4 %

## Религиозный состав
В 1995—1997 годах Украина оказалась на 41-м месте из 59 стран мира и на 2-3-м месте (после Литвы и, возможно, Молдовы) из 7 европейских республик бывшего СССР по доле населения, регулярно посещающего церкви. По данным этого исследования, на Украине ходят в церковь один раз в неделю и чаще 10 % населения (в России, занявшей последнее место из 59 стран, — 2 %). Примерно 20 млн человек из 50-миллионного населения Украины исповедовали православие. Примерно 15—16 млн жителей Украины — прихожане УПЦ МП, 3—4 млн — УПЦ КП и около 1 млн — УАПЦ. По данным ватиканского Католического альманаха, на 31 декабря 1995 года в 3323 католических приходах было 5752 тысяч прихожан. Из этих приходов не менее 600 принадлежат римо-католикам (около 1 млн прихожан), а остальные примерно 2700 — греко-католикам (4,5—5 млн прихожан). Среди украинских конфессий на третьем месте находятся протестанты. По данным международной Евангелической миссионерской организации, в 1995 году евангелические протестанты (лютеране, кальвинисты, баптисты, адвентисты и другие) составляли 2,74 % населения Украины. Наиболее известная баптистская организация Союз евангелистских христиан-баптистов Украины имела в 1999 году 2453 общины с 125 457 членами, а Братство христиан-баптистов Украины — 98 общин с 9950 членами. Кальвинисты (реформаты) насчитывают на Украине примерно 200 тысяч приверженцев — в основном это венгры, живущие в Закарпатской области. Адвентисты имели к середине 1990-х годов 150 тысяч верующих (из них 138 тысяч — адвентисты седьмого дня, остальные — адвентисты-реформисты). Кроме того, в конце 2000 года здесь было около 1000 собраний Свидетелей Иеговы и 260 тысяч человек, принимавших участие во встречах Общества Сторожей Башни (в конце 1997 года — 710 общин и 225 тысяч посещавших собрания), а также на конец 1997 года было 52 мормонские общины с 5 тысячами членов (на конец 1995 года — 3,1 тысяч членов в 37 общинах). На четвёртом месте находились мусульмане (сунниты), составляющие 0,5 % населения (по оценкам на 1998 год) и представленные почти исключительно крымскими татарами, вернувшимися в Крым в 1989—1991 годах из Казахстана и Средней Азии. На пятом месте был иудаизм.
По данным на 2006 год, религиозная структура населения (в процентах): УПЦ КП — 14,5; УПЦ МП — 10,5; Украинская греко-католическая церковь — 5,0; Украинская автокефальная православная церковь — 1,8; Римско-католическая церковь — 1,6; протестантизм — 1,8; ислам — 1,2; иудаизм — 1,1; буддизм — 1,1; прочие религии, внеконфессиональные верующие, неопределившиеся верующие — 40,8; неверующие и неопределившиеся в наличии веры — 20,6.
По данным на 2010 год, на Украине значительно выросло количество прихожан УПЦ МП (до 16,8 %) и неверующих (до 26 % населения).

## Продолжительность жизни
Средняя ожидаемая продолжительность жизни на территории Российской империи, в которую входила большая часть территории современной Украины, составила в 1838—1850 годы примерно 26 лет (мужчины — 24,6, женщины — 27,0). Темпы роста продолжительности жизни были невысокими — в 1874—1883 годах она составляла примерно 29 лет (мужчины — 28,0, женщины — 30,2), в 1904—1913 — примерно 33 года (мужчины — 32,4, женщины — 34,5).
Продолжительность жизни в украинских губерниях была существенно выше, чем в среднем по Европейской части Российской империи. Так, в 1896—1897 годах средняя продолжительность жизни в украинских губерниях составляла для мужчин 35,9 года, для женщин — 36,9, что на 4 года больше, чем в среднем по Европейской части империи (31,3 и 33,4 года). В то же время низкой продолжительность жизни была в губерниях центральной России, Поволжья и Урала — 29,4 года у мужчин, 31,7 у женщин, а самой высокой — в прибалтийских губерниях — 40,4 и 44,4 года, соответственно.
|         | 1950 | 1955 | 1960 | 1965 | 1970 | 1975 | 1980 | 1985 | 1990 | 1995 | 2000 | 2004 | 2008 | 2013 | 2018 |
| ------- | ---- | ---- | ---- | ---- | ---- | ---- | ---- | ---- | ---- | ---- | ---- | ---- | ---- | ---- | ---- |
| мужчины | 61,3 | 65,4 | 67,4 | 67,9 | 66,3 | 65,5 | 64,6 | 65,2 | 65,7 | 61,3 | 62,3 | 62,0 | 62,2 | 66,3 | 66,7 |
| женщины | 69,7 | 72,2 | 73,9 | 74,6 | 74,3 | 74,2 | 74,0 | 74,0 | 75,0 | 72,6 | 73,6 | 73,6 | 74,2 | 76,2 | 76,7 |

Средняя ожидаемая продолжительность жизни на Украине в 2008—2009 годах составляла 69,3 года, в том числе в городских поселениях — 70,0 лет, в сельских — 67,8 года.
Продолжительность жизни в городах на 2,2 года выше, чем в сёлах (69,0 против 66,8). Это характерно для всех регионов Украины, за исключением Закарпатской области, где продолжительность жизни в сельской местности на 0,9 года выше, чем в городах. Наибольшее превышение продолжительности жизни в городах над сёлами зафиксировано в Черниговской (5,5 года) и Житомирской (4,4 года) областях.
Средняя продолжительность жизни мужчин на 11,1 года меньше чем у женщин (63,8 и 74,9, соответственно). Этот разрыв является большим в сельских поселениях (11,9 года), чем в городских (10,6 лет). Наибольшее превышение (13,8 года) наблюдается в Черниговской области, причём среди сельского населения оно составляет 15,9 года). Наименьшие различия в продолжительности жизни мужчин и женщин характерны для Киева (9 лет) и Черновицкой области (9,6 года).

## Мужское и женское население
|         | 1926   | 1939   | 1959   | 1970   | 1979   | 1989   | 2001   | 2013   |
| ------- | ------ | ------ | ------ | ------ | ------ | ------ | ------ | ------ |
| мужчины | 48,4 % | 47,7 % | 44,4 % | 45,2 % | 45,6 % | 46,2 % | 46,3 % | 46,2 % |
| женщины | 51,6 % | 52,3 % | 55,6 % | 54,8 % | 54,4 % | 53,9 % | 53,7 % | 53,8 % |

По результатам Всеукраинской переписи населения 2001 года, численность мужчин составила 22 млн 441 тыс. человек, или 46,3 %; женщин — 26 млн 16 тыс. человек, или 53,7 %.
|                            | мужчины % | женщины % |
| -------------------------- | --------- | --------- |
| Автономная Республика Крым | 46,1      | 53,9      |
| Винницкая область          | 45,7      | 54,3      |
| Волынская область          | 47,1      | 52,9      |
| Днепропетровская область   | 46,1      | 53,9      |
| Донецкая область           | 45,9      | 54,1      |
| Житомирская область        | 46,4      | 53,6      |
| Закарпатская область       | 48,1      | 51,9      |
| Запорожская область        | 46,0      | 54,0      |
| Ивано-Франковская область  | 47,2      | 52,8      |
| Киевская область           | 46,3      | 53,7      |
| Кировоградская область     | 46,0      | 54,0      |
| Луганская область          | 45,9      | 54,1      |
| Львовская область          | 47,4      | 52,6      |
| Николаевская область       | 46,5      | 53,5      |
| Одесская область           | 46,8      | 53,2      |
| Полтавская область         | 45,8      | 54,2      |
| Ровненская область         | 47,4      | 52,6      |
| Сумская область            | 45,7      | 54,3      |
| Тернопольская область      | 46,4      | 53,6      |
| Харьковская область        | 46,0      | 54,0      |
| Херсонская область         | 46,7      | 53,3      |
| Хмельницкая область        | 46,1      | 53,9      |
| Черкасская область         | 45,5      | 54,5      |
| Черновицкая область        | 46,8      | 53,2      |
| Черниговская область       | 45,4      | 54,6      |
| г. Киев                    | 46,7      | 53,3      |
| г. Севастополь             | 45,7      | 54,3      |

По состоянию на 2013 год, на Украине насчитывалось 20 962 744 мужчин (46,2 %) и 24 409 948 женщин (53,8 %). Среди городского населения мужчины составляют 45,8 %, женщины 54,2 %, среди сельского населения — 47,0 % и 53,0 %, соответственно.
| возраст | муж.       | муж.   | жен.       | жен.   |
| ------- | ---------- | ------ | ---------- | ------ |
| 0-14    | 3 405 479  | 51,4 % | 3 215 119  | 48,6 % |
| 15-64   | 15 277 112 | 48,0 % | 16 569 664 | 52,0 % |
| >65     | 2 280 153  | 33,0 % | 4 625 165  | 67,0 % |
| всего   | 20 962 744 | 46,2 % | 24 409 948 | 53,8 % |

## Браки, разводы
В 2012 году на Украине было зарегистрировано 278,3 тыс. браков, что на 21,8 % меньше, чем в 2011 году. Коэффициент брачности составил 6,1 на 1000 и колебался от 5,1 на 1000 в Сумской и Черниговской области до 8,2 в Севастополе. Коэффициент брачности городского населения (6,8 на 1000) превысил соответствующий показатель сельского населения (4,7 на 1000). Максимальный уровень брачности был зафиксирован среди городского населения Черновицкой области (8,4 на 1000 человек), минимальный — среди сельского населения Донецкой области (2,3 на 1000).

## Место рождения. Гражданство
По переписи 2001 года, из 48 240 902 жителей Украины 42 909 474 (88,9 %) родились на территории Украины. На территории других государств СНГ родились 4 837 303 (10 %), в том числе в России — 3 613 240 (7,5 %), Беларуси — 270 751 (0,6 %), Казахстане — 245 072 (0,5 %). В государствах Европы родились 288 489 (0,6 %), в том числе 145 106 (0,3 %) — в Польше. Рождёнными в странах Америки является 3 135 человек, 24 324 — Азии, 2 708 — Африки, 281 — Австралии и Океании. Не указали место рождения 175 188 человек.

## Плотность населения
Средняя плотность населения — 75,4 чел. на 1 км² (2013). Этот показатель гораздо ниже, чем в странах Западной Европы, но выше, чем в североевропейских странах, соседних Беларуси и европейской части России.
Самая густонаселённая область — Донецкая. Наиболее плотно заселены индустриальные восточные области (Донецкая, Луганская, Днепропетровская, Харьковская) и прикарпатские области (Львовская, Ивано-Франковская, Черновицкая). В частности, плотность населения Донецкой области составляет 164,6 чел. на 1 км², Львовской — 115,7, Черновицкой — 111,6, Днепропетровской — 103,6.
В областях лесостепной зоны плотность населения близка к среднему показателю по Украине. Области с высокой и средней плотностью населения образуют основную полосу расселения, характеризующуюся наиболее благоприятными природными условиями для жизни и деятельности людей (благоприятный климат, плодородные почвы, разветвлённая речная сеть, богатые минеральные ресурсы). Севернее и южнее этой полосы плотность населения значительно ниже (35 — 55 чел. на 1 км²). Относительно редко заселены отдельные районы украинских Карпат, Полесья и южных областей (в Волынской области — 51,5 чел. на 1 км², Житомирской — 42,6, Херсонской — 37,8). Северная полесская часть издавна известна как довольно суровый край лесов и болот. Южные степные области Украины характеризуются засушливым климатом, дефицитом пресной воды; к тому же они были заселены позже остальных регионов.
Плотность населения Южного берега Крыма составляла до 270 чел. на 1 км².

## Урбанизация
На 1 января 2016 года из 42 590 879 постоянных жителей страны городское население составляло 29 346 155 человек (68,9 %), сельское —  13 244 724 человека (31,1 %)., из
42 760 516 человек наличного населения, городское население составляло 29 584 952 человека (69,2 %), сельское —  13 175 564 человека (30,8 %).
На 1 января 2014 года из 45245,9 тыс. постоянных жителей страны городское население составляло 31081,0 тыс. человек (68,69 %), сельское —  14164,9 тыс. человек (31,31 %), на 1 июня 2014 года —  соответственно 29460,4 тыс. человек (68,79 %) и 13365,4 тыс. человек (31,21 %).
По состоянию на 1 января 2013 года 68,9 % населения Украины проживает в городах и посёлках городского типа (пгт). Сохраняется тенденция к усилению урбанизации: если в начале XX века в городах и местечках (аналог современных пгт) проживало около 20 % населения, перед началом Великой Отечественной войны — около 33 %, а в конце 1980-х годов — уже около 66 %.

### Города
Согласно последней переписи (2001), на Украине имелось 5 городов-«миллионеров»:
- Киев
- Харьков
- Одесса
- Днепр
- Донецк

Крупные города Украины — Запорожье, Львов, Кривой Рог, Николаев, Мариуполь, Луганск, Винница и др.

### Городские агломерации
Крупнейшие городские агломерации Украины — Киевская, Харьковская, Донецкая.

### Области
Крупнейшие по численности населения области Украины — Донецкая, Днепропетровская, Харьковская, Львовская, Одесская и Луганская.

## История
Первые люди пришли на территорию Восточной Украины более 45 тыс. лет назад. В период Раннего Средневековья территорию современной Украины заселяют различные племена, которые впоследствии приняли участие в формировании украинского народа: славянские (анты, склавины, поляне, северяне, древляне, дулебы, волыняне, белые хорваты, уличи, тиверцы), иранские (скифы, сарматы, аланы), тюркские (печенеги, половцы, торки, берендеи, чёрные клобуки, хазары, булгары перещепинской культуры), финно-угорские (угры Этелкёза), центральноазиатские (гунны, авары). Украинский язык принадлежит к восточнославянской группе индоевропейских языков, русинский рассматривается как его диалект или как отдельный язык. Центрами формирования населения первоначально были Причерноморье и Приазовье, затем земли Поднепровья и Прикарпатья (Галиции). Рост численности населения региона в X—XII веках сменился запустением значительной части территории в XIII веке после нашествия монголо-татар, когда население уходило на север, на освободившейся территории татары создавали свои колонии (Глинское княжество).
Численность населения впервые можно определить на начало XVII века — 5—6 млн человек (1629). В феодальную эпоху рост населения тормозился частыми войнами, опустошительными эпидемиями, неурожаями. По оценке немецких историографов работорговли, 2—3 млн жителей Подолья и Дикого Поля были пленены и обращены в рабство крымскими татарами, черкесами и турками, до уничтожения Крымского ханства русскими войсками. Черкесы также сыграли важную роль в колонизации Дикого поля и формированию оплота противодействия, — запорожских и донских казаков. Крымские татары, некогда собиравшие самую многочисленную армию в Европе, ныне представлены более в диаспоре Турции (до 15 млн человек по опросам национальной самоидентификации в Турции).
К 1870 году численность населения достигла 18,7 млн человек, а к 1913 году — 35 млн человек. В конце XIX — начале XX веков происходила массовая миграция крестьянского населения за пределы Украины — в основном в Сибирь и на Дальний Восток (переселилось около 1,6 млн человек). Значительным было переселение в Канаду и США с западноукраинских земель — Галиции, Буковины и Закарпатской Украины, входивших в состав Австро-Венгрии (в основном евреев более 2 млн человек). За 1895—1913 годы выехало 413 тыс. человек. Эмиграция с западноукраинских земель продолжалась и в 1919—1939 годах.

### Переписи населения
Список переписей на территории современной Украины
- В Российской империи
  - Первая всеобщая перепись Российской империи — 1897
  - Сельскохозяйственная перепись — 1916 (только население сельской местности)
- В СССР
  - Перепись населения — 1920 (охватила только 72 % населения страны, так как в некоторых районах велись военные действия)
  - Перепись населения — 1923 (городская)
  - Всесоюзная перепись населения — 1926
  - Регистрация городского населения — 1931
  - Всесоюзная перепись населения — 1937 (засекреченная)
  - Всесоюзная перепись населения — 1939
  - Всесоюзная перепись населения — 1959
  - Всесоюзная перепись населения — 1970
  - Всесоюзная перепись населения — 1979
  - Всесоюзная перепись населения — 1989
- На Украине
  - Всеукраинская перепись населения — 2001
- В отдельных городах
  - Евпатория[135] — 1887
  - Екатеринослав — 1865, 1873, 1917
  - Житомир — 1873
  - Киев — 1874, 1916
  - Николаев — 1875
  - Одесса — 1873, 1879, 1892
  - Харьков — 1866, 1873, 1879, 1912, 1916
  - Херсон — 1887
  - Ялта[135] — 1894, 1903

#### 1923
В 1923 году была проведена городская перепись населения. Согласно переписи, городское население Украины насчитывало:
- 2 196 247 украинцев
- 1 354 286 русских
- 1 300 690 евреев
- 91 247 поляков
- 26 449 немцев
- 19 520 белорусов

#### 1937
В 1937 году проведена вторая всесоюзная перепись населения СССР, согласно которой:
- общая численность населения УССР составила — 28 387,6 тыс. человек;
- украинцы — 76,5 %;
- русские — 13,5 %;
- евреи — 4,9 %;
- немцы — 1,3 %;
- поляки — 1,2 %;

Результаты переписи 1937 года никогда окончательно не разрабатывались, потому что её признали «дефектной», то есть говорить о реалистичности приведённых выше данных можно весьма условно.

## Занятость населения
Экономически активное население (2011 год): 22 056,9 тыс. человек (в возрасте 15—70 лет), 20 247,9 тыс. человек (в трудоспособном возрасте). В том числе занято: 20 324,2 (59,2 % от общей численности населения в возрасте 15—70 лет) и 18 516,2 (66,5 % от общей численности населения трудоспособного возраста) тыс. человек соответственно. Таким образом, уровень безработного населения составляет 7,9 % (в возрасте 15—70 лет) и 8,6 % (трудоспособного возраста).

### Отраслевая занятость
Таблица 7. Занятость населения в экономике Украины (по видам деятельности)
| виды деятельности                            | 1999 год, % | 2003 год, % |
| -------------------------------------------- | ----------- | ----------- |
| промышленность                               | 21,2        | 20,1        |
| сельское хозяйство                           | 22,5        | 23,1        |
| строительство                                | 4,9         | 5,5         |
| транспорт и связь                            | 5,7         | 6,5         |
| торговля, общепит, снабжение                 | 6,5         | 18,0        |
| здравоохранение, физкультура, соцобеспечение | 6,4         | 6,3         |
| образование, культура, искусство, наука      | 10,1        | 7,7         |
| другие                                       | 22,7        | 12,8        |
| всего                                        | 100         | 100         |

Таблица 8. Занятость населения в отраслях промышленности Украины
| отрасль промышленности           | 1985 год, % | 1990 год, % | 1994 год, % | 1998 год, % |
| -------------------------------- | ----------- | ----------- | ----------- | ----------- |
| машиностроение и металлобработка | 42,7        | 43,1        | 38,8        | 34,3        |
| лёгкая                           | 11,2        | 10,6        | 7,6         | 6,7         |
| пищевая                          | 9,2         | 9,6         | 11,1        | 14,9        |
| топливная                        | 9,2         | 9,2         | 11,9        | 10,1        |
| чёрная металлургия               | 6,7         | 6,3         | 7,7         | 9,8         |
| стройматериалов                  | 5,9         | 5,6         | 5,7         | 6,6         |
| химическая и нефтехимическая     | 4,6         | 4,6         | 4,9         | 4,7         |
| лесная и деревообрабатывающая    | 4,3         | 4,2         | 4,3         | 4,4         |
| электроэнергетика                | 1,7         | 1,9         | 3,3         | 4,7         |
| другие                           | 4,7         | 5,6         | 5,4         | 3,8         |
| всего                            | 100         | 100         | 100         | 100         |

### Рынок труда
По состоянию на 1 января 2012 года имелось
- зарегистрированных безработных — 505,3 тыс. человек
- свободные рабочие места — 59,3 тыс. человек.[136]

По сравнению с началом 2001 года этот разрыв сократился на 673,4 тыс. человек (1178,7 и 68,2 тыс. человек соответственно).
По состоянию на 1 января 2017 года имелось (без учёта Крыма и Севастополя)
- зарегистрированных безработных — 390,8 тыс. человек
- свободные рабочие места — 36,0 тыс. человек[137].

### Уровень жизни населения
Таблица 9. Основные показатели уровня жизни.
| показатель                              | 2000  | 2004  | 2008  | 2011   |
| --------------------------------------- | ----- | ----- | ----- | ------ |
| доходы населения, млрд. грн             | 128,7 | 381,4 | 845,6 | 1266,7 |
| среднемесячная зарплата, грн            | 230   | 590   | 1806  | 2633   |
| зарплата в промышленности, грн          | 302   | 743   | 2017  | 3120   |
| зарплата в сельском хозяйстве, грн      | 111   | 295   | 1076  | 1800   |
| зарплата в финансовой деятельности, грн | 560   | 1258  | 3747  | 5340   |
| средняя месячная пенсия, грн            | 83,7  | 316,2 | 934,3 | 1253,3 |